# Chełmska (osiedle)
Chełmska lub Chełmska-Sobieskiego – osiedle mieszkaniowe w dzielnicy Mokotów w Warszawie.

## Położenie i charakterystyka
Osiedle Chełmska położone jest na stołecznym Mokotowie, na obszarze Miejskiego Systemu Informacji Sielce, w południowo-wschodnim narożniku ulic Chełmskiej i Jana III Sobieskiego.
Osiedle wybudowano w latach 1960–1963 według projektu Zygmunta Lewańskiego i Włodzimierza Witkowskiego z „Miastoprojektu Stolica Południe”. Składa się z czterech dziewięciokondygnacyjnych bloków mieszkalnych pod adresami ul. Chełmska 25A, 27 i 31 oraz ul. Sobieskiego 114. Mieszczą one 231 mieszkań, a kubatura budynków wynosi 38 529 m³. Do wznoszenia użyto technologii cegły żerańskiej. Zabudowę uzupełniają pawilony handlowe oraz szkoła: CLXIV Liceum Ogólnokształcące Mistrzostwa Sportowego.
Inwestorem osiedla była Dyrekcja Rozbudowy Miasta Warszawa Południe, a generalnym wykonawcą PBM „Stolica”. Osiedle weszło pod zarząd Spółdzielni Mieszkaniowa „Energetyka”.
Wzniesiony w latach 1962–1963 budynek mieszkalny przy ul. Sobieskiego 114 uzyskał tytuł Mistera Warszawy za 1963 rok w konkursie organizowanym przez „Życie Warszawy”. Mieści 45 mieszkań przewidzianych dla 170 osób. Kubatura budynku to 9700 m³. W uzasadnieniu przyznania nagrody stwierdzono, iż prawidłowo zaplanowano technologię i sposób konstrukcji budynku, a „architekturę cechuje powściągliwość i zdyscyplinowanie”. Zwrócono także uwagę na osiągnięte wskaźniki pracochłonności i kosztów.